# Медаль Вілларда Гіббса
Меда́ль Ві́лларда Гі́ббса (англ. Willard Gibbs Award) — наукова нагорода, яку щорічно присуджують вченим для «публічного визнання видатних хіміків, які, впродовж років старань і відданості, принесли світові розробки, що дозволять кожному жити більш комфортно і краще розуміти цей світ».
Нагороду започаткував 1910 року Вільям Конверс, очільник Чиказького відділення Американського хімічного товариства, і її названо на честь видатного хіміка Джозаї Вілларда Гіббса (1839—1903). Медаль виробляють з 18-каратного золота, на її аверсі зображено погруддя Ґіббза, а на звороті карбують ім'я отримувача нагороди.

## Нагороджені медаллю Ґіббза
- 1911: Сванте Август Арреніус
- 1912: Теодор Вільям Річардс
- 1913: Лео Гендрік Бакеланд
- 1914: Іра Ремсен
- 1915: Артур Амос Ноєс
- 1916: Вілліс Вітні
- 1917: Едвард Вільямс Морлі
- 1918: Вільям Бертон
- 1919: Вільям Альберт Ноєс (старший)
- 1920: Фредерік Гарднер Коттрелл
- 1921: Марія Склодовська-Кюрі
- 1922: не присуджували
- 1923: Юліус Штіглітц
- 1924: Гілберт Ньютон Льюїс
- 1925: Мозес Гомберг
- 1926: Джеймс Ірвайн
- 1927: Джон Джейкоб Абель
- 1928: Вільям Дрепер Гаркінс
- 1929: Клод Гадсон
- 1930: Ірвінг Ленгмюр
- 1931: Фебус Левен
- 1932: Едвард Керті Франклін
- 1933: Ріхард Мартін Вільштеттер
- 1934: Гарольд Клейтон Юрі
- 1935: Чарльз Краус
- 1936: Роджер Адамс
- 1937: Герберт Ньюбі Маккой
- 1938: Роберт Вільямс
- 1939: Дональд Декстер Ван Слайк
- 1940: Владімір Іпатьєв
- 1941: Едвард Адельберт Дойзі
- 1942: Томас Міджлі (молодший)
- 1943: Конрад Ельвег'єм
- 1944: Джордж Керм
- 1945: Френк Кліффорд Вітмор
- 1946: Лайнус Полінг
- 1947: Венделл Мередіт Стенлі
- 1948: Карл Фердинанд Корі
- 1949: Петер Дебай
- 1950: Карл Марвел
- 1951: Вільям Френсіс Джіок
- 1952: Вільям Каммінг Роуз
- 1953: Джоель Гільдербранд
- 1954: Елмер Болтон
- 1955: Фаррінгтон Деніелс
- 1956: Вінсент дю Віньо
- 1957: Вільям Альберт Ноєс (молодший)
- 1958: Віллард Франк Ліббі
- 1959: Германн Ірвінг Шлезінгер
- 1960: Кістяківський Георгій Богданович
- 1961: Луїс Плак Гаммет
- 1962: Ларс Онзагер
- 1963: Пол Бартлетт
- 1964: Ізаак Кольтгофф
- 1965: Роберт Маллікен
- 1966: Гленн Теодор Сіборг
- 1967: Роберт Бернс Вудворд
- 1968: Генрі Ейрінг
- 1969: Герхард Герцберг
- 1970: Френк Вестгаймер
- 1971: Генрі Таубе
- 1972: Джон Едсолл
- 1973: Пол Джон Флорі
- 1974: Гар Гобінд Корана
- 1975: Герман Френсіс Марк
- 1976: Кеннет Пітцер
- 1977: Мелвін Калвін
- 1978: Вільям Бейкер
- 1979: Едгар Вілсон
- 1980: Френк Альберт Коттон
- 1981: Берт Лестер Веллі
- 1982: Гілберт Сторк
- 1983: Джон Робертс
- 1984: Елайс Джейм Корі
- 1985: Дональд Джеймс Крам
- 1986: Джек Гелперн
- 1987: Аллен Бард
- 1988: Рудольф Маркус
- 1989: Річард Баррі Бернштайн
- 1990: Річард Зейр
- 1991: Гюнтер Вілке
- 1992: Гаррі Грей
- 1993: Пітер Дерван
- 1994: Фредерік Гоуторн
- 1995: Джон Мойріг Томас
- 1996: Фред Басоло
- 1997: Карл Джерассі
- 1998: Маріо Моліна
- 1999: Лоуренс Дал
- 2000: Ніколас Турро
- 2001: Тобін Маркс
- 2002: Ральф Гіршман
- 2003: Джон Брауман
- 2004: Рональд Бреслоу
- 2005: Девід Еванс
- 2006: Жаклін Бартон
- 2007: Сільвія Сеєр
- 2008: Каролін Бертоцці
- 2009: Луїс Брас
- 2010: Моріс Брукгарт
- 2011: Роберт Бергман
- 2012: марк Ратнер
- 2013: Чарльз Лібер
- 2014: Джон Беркоу
- 2015: Джон Гартвіг
- 2016: Лора Лі Кісслінг[en]
- 2017: Джудит Клінман
- 2018: Синтія Берроуз[en][2]
- 2019: Марсетта Даренсбург[en]